# 武郷県
武郷県（ぶきょう-けん）は中華人民共和国山西省長治市に位置する県。

## 歴史
泰始年間、西晋は涅県より分割設置された武郷県を前身とする。433年（延和2年）、北魏により郷県と改称された。当時の管轄範囲は現在の楡社県及び武郷県の中東部であり、県治は現在の楡社県社城鎮に設置され、并州上党郡の管轄とされた。
617年（義寧元年）、隋朝は郷県より楡社県を分割、ほぼ現在の管轄範囲が確定している。唐代には河東道韓州に移管、643年（貞観17年）により潞州の管轄となる。710年（景雲元年）、武郷県と改称された。五代十国時代には北漢の版図とされた。宋朝が成立すると武郷県は河東路潞州の管轄とされたが、978年（太平興国3年）には威勝郡に移管された。金代になると1128年（天会6年）、威勝郡は沁州と改称、元代には中書省晋寧路沁州の管轄とされた。その後明代では山西布政司冀南道沁州、清代では山西省冀寧道の管轄とされた。
中華民国が成立すると1913年（民国2年）に山西省直轄とされたが、北京政府時代には冀寧道の管轄とされたが、1930年（民国19年）の道制廃止に伴い山西省直轄とされた。
日中戦争中は中国共産党により抗日拠点が設置され1939年（民国28年）には太行抗日根据地第三専区が設置された。1940年6月には武郷県は武東県及び武西県に分割され冀南太行聯合弁事処三専署（翌年晋冀魯豫辺区太行三専区に改編）の管轄とされた。1945年（民国34年）9月、武東・武西両県が統合され武郷県が設置、1949年10月に中華人民共和国が成立すると長治専区（1958年に晋東南専区に改編）の管轄とされた。1958年11月、楡林県が統合されたが、翌年7月に再分割されている。1985年、晋東南地区（1968年に専区より改称）の廃止及び地級市として長治市の設置にともない、武郷県も長治市に移管され現在に至っている。

## 行政区画
- 鎮:豊州鎮、洪水鎮、蟠竜鎮、監漳鎮、故城鎮、韓北鎮
- 郷:大有郷、賈豁郷、上司郷、石北郷、湧泉郷、分水嶺郷

## 観光
- 八路軍文化園（国家AAAA級景区、全国八路軍文化体験式教育基地、及び全国愛国主義教育基地に指定されている）